# Каунти-Файер-Офис (здание)
Каунти-Файер-Офис (англ. County Fire Office) — здание в историческом центре Лондона, на улице Риджент-стрит; образует ансамбль площади Пикадилли. В 1819—1970 годы служило штаб-квартирой британской страховой компании County Fire Office Limited (существовала с 1807 по 1985 годы).
Построено в 1807 году по проекту английского архитектора Роберта Абрахама (1775—1850 годы). Особую ценность представляет край здания, обращённый к улице Пэлл-Мэлл (на юго-восток). Первый этаж края образует открытая аркада, состоящая из пяти арок. В аркаде располагается спуск на станцию метро Пикадилли. В первоначальном виде фасад края украшали колонны коринфского ордера, над которыми располагался антаблемент с балюстрадой. В современном виде фасад венчают часы, две дымовые трубы и купол. На акротерии установлена скульптура «Британия» в образе женщины в коринфском шлеме, щитом и трезубцем, сидящей на льве.
Первоначальный облик Каунти-Файер-Офиса схож с ранним зданием Сомерсет-хаус, выстроенным по проекту великого лондонского архитектора Иниго Джонса, и сгоревшего в Великом пожаре 1666 года. С современным Сомерсет-хаусом здание сближает зелёный купол и статуя «Британия» со львом.